# Barbourofelis
Barbourofelis — вимерлий рід великих хижих ссавців родини Barbourofelidae. Рід жив у Північній Америці та Євразії протягом міоцену від 13.6 до 4.9 млн років.

## Опис

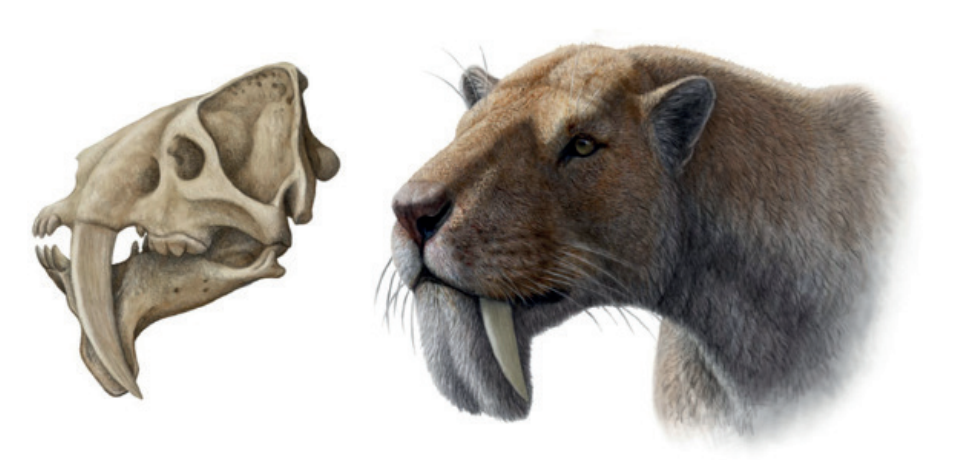
Реставрація голови B. fricki Маурісіо Антона

Вважається, що вид B. fricki був хижаком розміром з лева, вагу якого можна порівняти з африканським левом, а кістки кінцівок вказують на мускулисте міцне тіло. Інші види роду, такі як B. morrisi, були ближчими до розмірів пардусів. Види цього роду мали найдовші ікла з усіх Barbourofelidae, які також були сплюснуті, що вказує на високий ступінь спеціалізації їхнього раціону. Ці ікла мали поздовжню борозенку на бічній поверхні, яка найімовірніше, була адаптацією, щоб зробити ікла легшими, зберігаючи при цьому їхню міцність. Він мав дуже міцну конституцію, B. morrisi був проміжним за розміром між Sansanosmilus і B. fricki, який, як вважають, був особливо великим хижаком. Великі особини B. fricki були реконструйовані з висотою плечей ≈ 90 см. Також B. fricki мав дуже маленький мозок у порівнянні з розміром тіла; його мозок був подібний за розміром до мозку рудої рисі. Найбільш широкий вибір кісток, знайдених для цього роду, походить від B. loveorum.